# Elpy
Elpy是Jorgen Schäfer开发的Emacs扩展，用于在Emacs中提供Python编程语言的开发环境。它集成了多个用Emacs Lisp和Python写成的辅助Python开发的扩展包。
Elpy提供的功能包括代码补全、代码跳转、交互式Python shell、对virtualenv的支持、即时语法检查、除错、测试等等。